# Anne Heggtveit
Anne Heggtveit, po mężu Hamilton (ur. 11 stycznia 1939 w Ottawie) – kanadyjska narciarka alpejska, mistrzyni olimpijska i dwukrotna mistrzyni świata,

## Kariera
Pierwszy sukces w karierze Anne Heggtveit osiągnęła w 1954 roku, kiedy podczas zawodów Holmenkollen ski festival w Oslo zwyciężyła w slalomie gigancie. W tym samym roku wystartowała na mistrzostwach świata w Åre, gdzie jej najlepszym wynikiem było siódme miejsce w slalomie. W 1956 roku wystąpiła na igrzyskach olimpijskich w Cortinie d’Ampezzo, zajmując miejsca w trzeciej i czwartej dziesiątce. Podczas rozgrywanych w 1958 roku mistrzostw świata w Badgastein Heggtveit była szósta w kombinacji, siódma w zjeździe, ósma w slalomie oraz piętnasta w gigancie. Największe sukcesy osiągnęła jednak podczas igrzysk olimpijskich w Squaw Valley w 1960 roku. Kanadyjka wywalczyła tam złoty medal w slalomie, prowadząc już po pierwszym przejeździe. W drugim przejeździe osiągnęła drugi czas, co jednak wystarczyło do zwycięstwa z przewagą 3,3 sekundy nad Betsy Snite z USA i 7,0 sekundy nad Barbarą Henneberger ze Wspólnej Reprezentacji Niemiec. Był to pierwszy w historii złoty medal olimpijski dla Kanady w narciarstwie alpejskim. Igrzyska w Squaw Valley były równocześnie mistrzostwami świata, jednak kombinację rozegrano tylko w ramach drugiej z tych imprez. W konkurencji tej Heggtveit również zwyciężyła, wyprzedzając dwie reprezentantki RFN: Sonję Sperl i Barbarę Henneberger. Została tym samym pierwszą Kanadyjką w historii, która została mistrzynią świata w kombinacji. Ponadto w 1959 roku zwyciężyła w kombinacji podczas zawodów Arlberg-Kandahar-Rennen rozgrywanych w Garmisch-Partenkirchen. W 1960 roku zakończyła karierę.
W 1976 roku została odznaczona Orderem Kanady. Po zakończeniu kariery pracowała w szkole narciarskiej, a następnie założyła własną firmę. Wraz z mężem i dwójką dzieci przeprowadziła się do stanu Vermont.

## Osiągnięcia

### Igrzyska olimpijskie
| Miejsce | Dzień       | Rok  | Miejscowość       | Konkurencja | Czas biegu | Strata | Zwyciężczyni      |
| ------- | ----------- | ---- | ----------------- | ----------- | ---------- | ------ | ----------------- |
| 29.     | 27 stycznia | 1956 | Cortina d’Ampezzo | Gigant      | 1:56,5     | +8,8   | Rosa Reichert     |
| 30.     | 30 stycznia | 1956 | Cortina d’Ampezzo | Slalom      | 1:52,3     | +45,9  | Renée Colliard    |
| 22.     | 1 lutego    | 1956 | Cortina d’Ampezzo | Zjazd       | 1:40,7     | +12,5  | Madeleine Berthod |
| 12.     | 20 lutego   | 1960 | Squaw Valley      | Zjazd       | 1:37,6     | +5,3   | Heidi Biebl       |
| 12.     | 23 lutego   | 1960 | Squaw Valley      | Gigant      | 1:39,9     | +2,2   | Yvonne Rüegg      |
| 1.      | 26 lutego   | 1960 | Squaw Valley      | Slalom      | 1:49,6     | -      | -                 |

### Mistrzostwa świata
| Miejsce | Dzień       | Rok  | Miejscowość       | Konkurencja | Czas biegu | Strata     | Zwyciężczyni      |
| ------- | ----------- | ---- | ----------------- | ----------- | ---------- | ---------- | ----------------- |
| 9.      | 2 marca     | 1954 | Åre               | Zjazd       | 1:29,2     | +3,9       | Ida Schöpfer      |
| 31.     | 4 marca     | 1954 | Åre               | Gigant      | 1:38,9     | +13,3      | Lucienne Schmith  |
| 7.      | 6 marca     | 1954 | Åre               | Slalom      | 2:01,93    | +3,50      | Trude Klecker     |
| 14.     | 6 marca     | 1954 | Åre               | Kombinacja  | 4,75 pkt   | +13,42 pkt | Ida Schöpfer      |
| 29.     | 27 stycznia | 1956 | Cortina d’Ampezzo | Gigant      | 1:56,5     | +8,8       | Rosa Reichert     |
| 30.     | 30 stycznia | 1956 | Cortina d’Ampezzo | Slalom      | 1:52,3     | +45,9      | Renée Colliard    |
| 22.     | 1 lutego    | 1956 | Cortina d’Ampezzo | Zjazd       | 1:40,7     | +12,5      | Madeleine Berthod |
| 8.      | 3 lutego    | 1958 | Badgastein        | Slalom      | 1:45,6     | +5,2       | Inger Bjørnbakken |
| 7.      | 6 lutego    | 1958 | Badgastein        | Zjazd       | 2:12,1     | +4,2       | Lucile Wheeler    |
| 15.     | 8 lutego    | 1958 | Badgastein        | Gigant      | 1:54,6     | +5,4       | Lucile Wheeler    |
| 6.      | 8 lutego    | 1958 | Badgastein        | Kombinacja  | 3,80 pkt   | +6,19 pkt  | Frieda Dänzer     |
| 12.     | 20 lutego   | 1960 | Squaw Valley      | Zjazd       | 1:37,6     | +5,3       | Heidi Biebl       |
| 12.     | 23 lutego   | 1960 | Squaw Valley      | Gigant      | 1:39,9     | +2,2       | Yvonne Rüegg      |
| 1.      | 26 lutego   | 1960 | Squaw Valley      | Slalom      | 1:49,6     | -          | -                 |
| 1.      | 26 lutego   | 1960 | Squaw Valley      | Kombinacja  | 6,96 pkt   | -          | -                 |